# Henricia kinkasana
Henricia kinkasana är en sjöstjärneart som beskrevs av Hayashi 1940. Henricia kinkasana ingår i släktet Henricia och familjen krullsjöstjärnor. Inga underarter finns listade i Catalogue of Life.